# Plößnitz (Laucha)

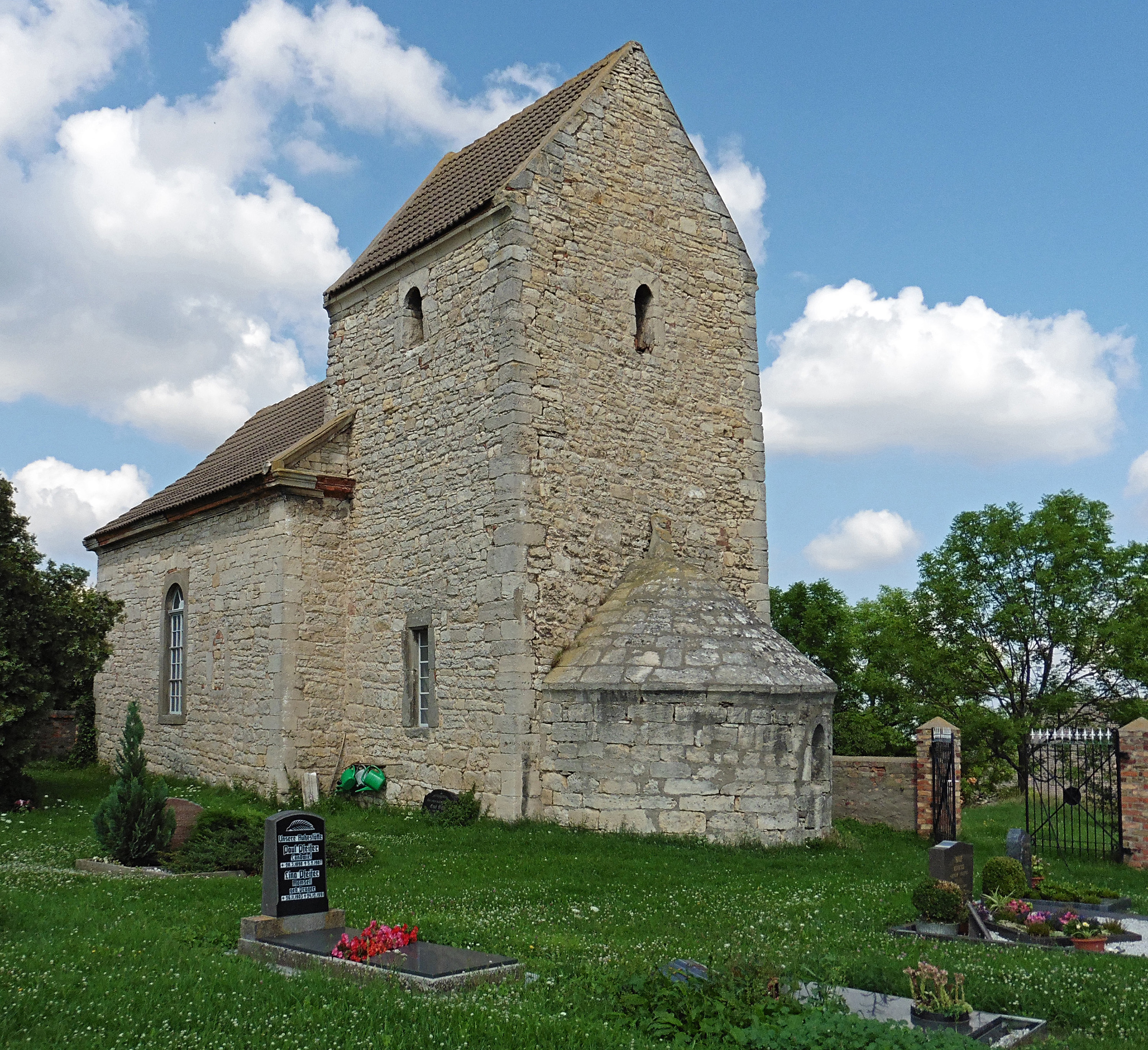
Kirche in Plößnitz

Plößnitz ist ein Ortsteil der Stadt Laucha an der Unstrut im Burgenlandkreis, Sachsen-Anhalt. Der Ort liegt südwestlich der Stadt Laucha an der Verbindungsstraße nach Burkersroda. Plößnitz wurde am 1. April 1959 nach Laucha an der Unstrut eingemeindet.

## Geschichte
Der Ort Plößnitz ist sorbischen Ursprungs und wurde urkundlich erstmals 1396 als Plesenitz erwähnt. Der Ort gehörte, im Amt Freyburg gelegen, mit seinem freien Edelsitz den Herren von Laucha. Im Mittelalter unterstand Plößnitz dem Bistum Naumburg. So belehnte am 7. Dezember 1449 der Bischof von Naumburg den Werner von Rockhausen und seinem Vetter Eiffurt mit dem Dorf Plönsnitz mit allem Zubehör, Gerichtsbarkeit etc.  Der Ort gehörte zum Besitz der auf dem Rittergut Kirchscheidungen ansässigen Familien, bis 1712 den von Rockhausen und anschließend der Familie von der Schulenburg auf Burgscheidungen bis 1945.